# Kazimierz Szewczun
Kazimierz Szewczun (ur. 9 grudnia 1958 w Dzierzgoniu) – polski samorządowiec. W latach 2000–2014 burmistrz Dzierzgonia, w okresie 2018–2024 wicestarosta powiatu sztumskiego.

## Życiorys
Od 27 października 1998 do 29 lutego 2000 pełnił funkcję przewodniczącego rady miasta i gminy Dzierzgoń (w wyborach w 1998 uzyskał mandat z ramienia komitetu Forum Mieszkańców SM). 14 lutego 2000 został powołany przez radę na urząd burmistrza. W bezpośrednich wyborach w 2002 skutecznie ubiegał się o reelekcję z ramienia koalicji Sojusz Lewicy Demokratycznej – Unia Pracy, pokonując w II turze Elżbietę Domańską. W wyborach w 2006, startując z ramienia KWW Z Ludźmi i dla Ludzi, ponownie wygrał w II turze z należącą wówczas do PO Elżbietą Domańską. W wyborach w 2010 uzyskał reelekcję, nie mając kontrkandydatów. W wyborach w 2014 jego jedyną rywalką była Elżbieta Domańska, z którą przegrał. 19 listopada 2018 został wybrany na wicestarostę powiatu sztumskiego przez koalicję PiS i grupy radnych niezależnych. 1 czerwca 2021, po odwołaniu starosty, został ponownie wybrany na funkcję wicestarosty przez radnych związanych z PO, SLD i PSL oraz niezwiązanych z partiami. W wyborach w 2024 uzyskał mandat radnego powiatu z ramienia organizowanego przez siebie komitetu Wspólny Powiat Sztumski, który w nowej kadencji znalazł się w opozycji (do koalicji radnych lewicowych oraz związanych z PO i PSL).
Posiada wykształcenie wyższe, zamieszkały w Stanówku. Żonaty z Jolantą (ur. 1963) – od 2018 burmistrz Dzierzgonia, w latach 2010–2018 przewodniczącą rady powiatu sztumskiego.